# كورت كاليخا
كورت كاليخا (بالإنجليزية: Kurt Calleja )‏ (و. 1989  م) هو مغني مالطي، شارك في مسابقة الأغنية الأوروبية 2012، يستخدم آلات قيثارة.

## روابط خارجية
- كورت كاليخا على موقع ميوزك برينز (الإنجليزية)
- كورت كاليخا على موقع ديسكوغز (الإنجليزية)